# Musée d'Art de Fort Lauderdale
Le musée d'art de Fort Lauderdale est un musée d'art américain situé à Fort Lauderdale, en Floride. Fondé en 1958, cet établissement privé est la propriété de la Nova Southeastern University.